# Lukas Balmelli
Lukas Balmelli (Mendrisio, 3 gennaio 1994) è un ex hockeista su ghiaccio svizzero che nel corso della propria carriera ha giocato in Lega Nazionale A, nella Canadian Hockey League e nella nazionale svizzera giovanile Under 16, Under 18 e Under 20.

## Carriera
Ha iniziato militando nelle giovanili dell'Hockey Club Chiasso vestendo anche la maglia del HC Ambrì Piotta. Dalla stagione 2007/2008 cambia Club ed inizia a giocare nella Sezione giovanile dell'Hockey Club Lugano
Ha fatto parte delle varie categorie della Nazionale Svizzera U16, U17, U18 e U20 partecipando alle Olimpiadi giovanili di Liberec nel 2011 vincendo la medaglia di bronzo. In totale ha partecipato a 4 campionati mondiali, due Under 18 e due Under 20. Nella stagione 2009/2010 e 2013/2014 si laurea vice campione Svizzero.
Nel 2012 è stato selezionato nel 1º round, 14a scelta nel CHL entry draft, dai Drummondville Voltigeurs, dove ha collezionato 60 partite nella stagione. Nel 2013 fa ritorno in Svizzera firmando un contratto triennale con l’Hockey Club Lugano dove disputa 28 partite in campionato.
Nell’ottobre del 2014, a seguito di un incidente, termina bruscamente la sua carriera di giocatore.

## Caratteristiche tecniche
Attaccante possente e forte fisicamente, veloce, con grande senso del gioco difensivo e offensivo. La determinazione, l'aggressività e l'attitudine al gioco fisico e agli scontri con gli avversari ne fanno un prototipo perfetto per il moderno ruolo di power forward.